# 테렌티 시티코프
테렌티 포미치 시티코프(러시아어: Терентий Фомич Штыков, 벨라루스어: Цярэнцій Фаміч Штыкаў 차렌치 파미치 시티카우, 1907년 2월 28일 ~ 1964년 10월 25일)는 소련의 군인이었다. 그는 연해주군관구 군사위원회 위원으로 있으면서 해방 후 북한의 소련 군정을 총지휘했다. 그의 유고 "시티코프 일기"는 해방 직후 남북한 역사 연구의 중요한 자료이다.

## 생애

### 생애 초기
벨라루스에서 태어났다. 고교 졸업후 레닌그라드의 기관차 수리공장에 취직하여 노동자로 근무하였다.

### 공산당 입당
22세 때인 1929년 소련공산당 레닌그라드시당에 입당했다. 그는 곧 소련공산당 레닌그라드시 지구당 제1서기이자 소련공산당 중앙당 정치국원으로 이오시프 스탈린의 측근 안드레이 즈다노프의 눈에 들어 가까운 사이가 되고, 고속승진하여 평당원에서 얼마 뒤 레닌그라드시당 제2서기로 올라갔다. 시티코프가 즈다노프의 딸과 결혼하여 사위가 되었다는 루머가 있으나 사실이 아니다. 1941년 겨울부터 약 900일 동안 진행되었던 레닌그라드(페체르부르크) 포위전 때 '식인단속 기동타격대' 대장을 역임한 바 있다. 당시 굶주린 시민들이 인육을 너무 많이 먹었기 때문이었다. 당시 시티코프는 식량배급, 방첩 부대, 즉결처형부대 운영, 외부 연결통로 운영 등 생사여탈권을 휘둘렀다.

### 소련 군정 지도자

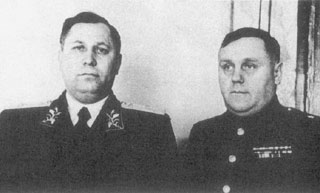
북한 정권 수립의 막후 인물인 시티코프 中將(왼쪽)과 니콜라이 레베데프 少將(오른쪽).

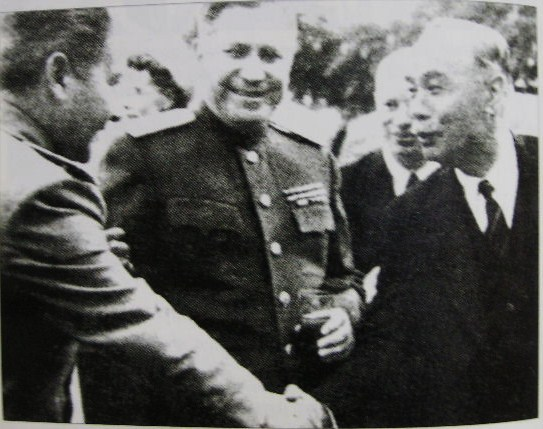
1946년 5월, 제1차 미소공위 미국측 대표인 브라운 소장과 악수하는 여운형(가운데가 시티코프)

소련은 1945년 3월 하바로프스크에 사령부를 둔 극동전선군(Far Eastern Front)에서 분리하여 보로실로프(오늘날 우수리스크)에 연해주 군단(Maritime Group of Forces)을 설치하였다. 1945년 8월 초 대일본전을 위해 보로실로프의 연해주 군단은 제1극동전선군으로, 하바로프스크의 종래의 극동전선군은 제2극동전선군으로 개편하고, 만주서부를 침공할 트랜스 바이칼 전선군 등을 설치하며, 이 3개 전선군을 총지휘할 극동군 총사령부(Far East Command)를 하바로프스크에 두었다. 일본전이 끝난 후인 9월 30일에 제1극동전선군은 연해주군관구(Primorsky Military District)로 개편된다. 시티코프는 1945년 4월 보로실로프의 연해주군단으로 부임해와 제1극동전선군, 연해주군관구로 명칭이 바뀌는 동안 줄곧 사령관인 키릴 메레츠코프 원수 휘하의 군사위원으로 있었다.
시티코프가 한국문제에 관여한 시기에 그의 정치적 위상이 어느 정도였는지에 대해서는 1945년 9월 20일 스탈린이 연해주군관구와 25군 사령관에게 하달한 명령서에 북한의 민간행정에 대한 지도는 연해주군관구 군사평의회에서 수행할 것을, 즉 시티코프가 총괄할 것을 지시하고 있는 것에서 알 수 있다.
북한을 점령한 소련 제25군은 제1극동전선군(연해주군관구) 산하 부대이다. 평양 소련군정의 최고사령관은 표면적으로는 25군 사령관 이반 치스차코프(1900~1979) 대장이었지만 그는 정치를 잘 모르는 야전군인이라, 실제로는 연해주 군관구의 군사위원 시티코프가 보로실로프와 평양을 오가며 소련군정을 총지휘하였다. 평양에 상주한 25군 군사위원 니콜라이 레베데프는 뒷날 증언에서 시티코프에 대해 '그가 조선에 있건 연해주군관구에 있건 또는 모스크바에 있건 간에 그의 참여 없이 38선 이북 조선에서 이뤄진 조치란 하나도 없었다'고 회고하였다.

### 북조선 주재 대사

#### 북조선의 전쟁 준비 동향 보고

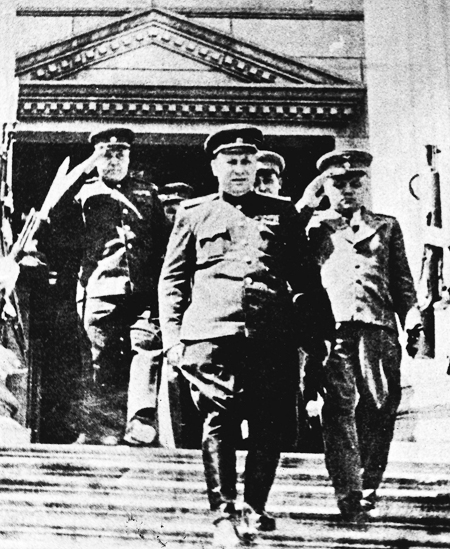
1946년 미소공위에 참석하러 서울에 온 시티코프가 덕수궁 계단을 내려오는 모습(가운데가 시티코프)

한편 남한의 미군정을 빨리 철수시킬 생각으로 38선 이북 조선에 임시인민위원회를 세우라고 하고 정권을 이양했지만 미군은 1949년까지도 남한에 머물러 있었다. 북조선 주재 소련 대사로 있던, 시티코프는 1949년 1월15~25일 중 남한의 군인과 경찰이 수차에 걸쳐 38선을 넘어 침입해 온 사건이 발생했다고 보고(1월 27일)했다. 그러나 그는 대내외상황을 고려할 때 현시점에서 남한군의 침입이 있다고 믿기는 어렵다고 보고 남한의 38선 부근 병력 집결은 북조선의 침공에 대비하기 위한 것이라는 의견을 개진했다. 

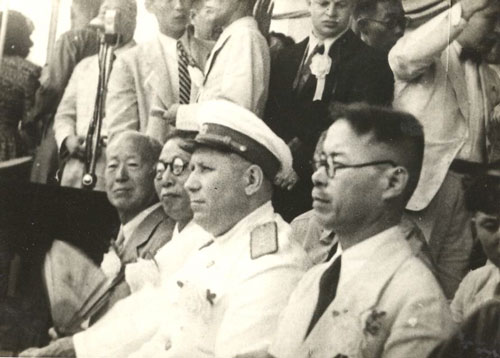
1946년 제1차 미소공동위원회. 왼쪽부터 이승만, 김구, 시티코프, 안재홍.

2월 3일에는, 38선 부근에서 일어난 북한군 초소에 대한 남한군의 공격에 관해 뱌체슬라프 몰로토프 외무장관에게 보고했다. 그는 보고서에서 북한군은 1명당 소총 탄약이 3~10발 정도밖에 없어 대부분의 경우 퇴각할 수 밖에 없었다고 지적하고 극동군구 사령부가 북한의 2개 여단에 대한 무기공급을 지연시키고 있는 바 무기가 조속히 공급될 수 있도록 몰로토프 외무장관이 개입해 줄 것을 요청하였다. 다음 날(2월 4일)에도, 그는 남한군의 초소 공격과 관련해 북한 내무성이 상세한 사실을 알리는 문서를 2월 5일 발간할 예정임을 보고하였다. 이 문서는 이러한 무력도발이 유엔 한국위원단의 도착에 즈음해 발생하고 있음과 미군의 한국철수를 늦추기 위한 책략임을 지적하는 내용이었다. 8월 27일, 그는 8월 12~14일의 김일성과의 면담내용을 스탈린에게 보고하고 다음과 같은 이유로 북한의 대남공격이 불가하다고 결론을 내렸다. 1. 현재 한반도에는 두 나라가 존재하며 그중 남한은 미국 및 기타 국가에 의해 승인됨. 북의 공격시 미국은 남쪽을 무기탄약 공급뿐 아니라 일본군의 파견을 통해 지원할 가능성이 있음. 2. 북의 대남공격은 미국이 대소련 모함∙선전에 이용할 수 있음. 3. 정치적 측면에서 북의 공격은 남북한 인민 대다수의 지지를 얻을 수 있으나 군사적 측면에서 북은 아직 남에 대해 압도적 군사력을 갖추지 못하고 있음. 4. 남한은 이미 상당수 강한 군대와 경찰력을 창설하였음.(시티코프는 김일성이 제의한 강원도 지역의 '해방구역' 창설계획에는 찬성하고 또한 인민군에 의한 옹진점령계획도 군사적으로 타당하다고 보고했으나 남한의 반격시 이 작전이 지구전이 돼버릴 수 있다고 언급) 스탈린에게 제출한 9월 15일자 보고서에서, 그는 “김일성과 박헌영은 현 정세하에서는 평화통일이 불가능하다고 생각하고 있으며 북이 남한 정부를 무력공격하면 남북양쪽의 인민들이 이를 지지할 것이라고 믿고 있다. 그리고 지금 무력통일을 안하면 통일이 연기될 뿐이고 그동안 남한 정권은 좌익세력을 탄압하면서 북진할 수 있는 강력한 군대를 만들어 통일은 물거품이 될 것이라고 생각하고 있다. 김일성은 남진을 시작할 때 소련과 중공이 원조해줄 것을 기대하는 듯하다.”고 썼다. 그의 견해는 남북의 내전은 북에 유리하나 북한군이 남한 공격을 개시하면 소련이 국제적 비난을 받게 되며 미국이 끼어들 것은 물론 남한을 적극 지원할 가능성을 배제할 수 없다는 것이었다. 그는 “또, 물론 북한이 남한에서 빨치산 활동을 강화하는 것은 좋다. 옹진작전은 유리한 상황하에서는 실시 가능하고, 이를 위해 38선 지역에서 남쪽의 도발을 이용할 수 있다.”고 했다. 그러나 이에 대해서 소련 공산당 중앙위는 현재의 대내외적 상황으로 보아 남한에 대한 공격을 시작하는 것은 시기적으로 적절치 못하다는 지침을 시티코프에 하달하였다.(9월 24일)

#### 소련의 한국전쟁 승인 중개
시티코프는 1950년 1월 17일 박헌영 관저에서 열린 리셉션에 참석하여, 김일성의 전쟁 승인 요청을 받았다. 1월 29일에는, 대한민국 정부의 비공개회의(1월 6일)의 내용을 외무부에 보고했다. 그 내용은 1) 분쟁 발생시 미국이 한국을 도와줄 희망은 별로 없다는 것, 2) 미국은 대만방어를 위해 장제스를 도와주지 않을 것이라는 것, 3) 영국의 중국 승인(1950년 1월 6일)은 서방의 북한 승인이나 마찬가지라는 것이었다. 3월 20일, 김일성은 시티코프와의 면담에서 4월 초에 자신과 박헌영이 스탈린과 만나고자 한다는 것을 전해달라고 요청하였다. 김일성은 이번 방문을 46년의 방문처럼 비공식(비밀)으로 할 것을 제의하였다. 김일성은 남북한 통일의 방법, 북한 경제개발의 전망, 기타 공산당내 문제에 관해 스탈린과 협의하기를 원하였다.

### 소련으로 소환
한국전쟁 시기 북한 주재 소련대사의 직을 맡고 있던 시티코프는 1951년 초 갑자기 모스크바로 소환 당했다. 인천상륙작전으로 인한 전세 역전에 대한 문책성 인사로 보인다. 그는 1964년 10월 25일 심장마비로 사망했다. 심한 증세가 아니었으나 그날이 일요일이라 병원에 의사도 없고, 제때에 적절한 치료를 받지 못한 것이 주된 사인이다. 김일성은 그가 사망했을 때 조전(弔電)조차 보내지 않았다고 한다.

### 시티코프 일기
그가 기록한 "시티코프 일기"가 구소련 붕괴 후에 발굴되었는데, 소련군정의 북한 통치와 대남공작에 대한 주요한 내용들이 담겨있다.
- 전 제주경찰서장 김영중의 제주 4.3 자료집[깨진 링크(과거 내용 찾기)] - 스티코프 일기 번역문 전문을 볼 수 있다.

레베데프 비망록.pdf
쉬띄꼬프 일기.pdf